# Pont de Borovsko
Le pont de Borovsko (en tchèque : Borovský most) est un pont autoroutier inachevé situé à Borovsko (cs), un village de République tchèque, en Bohême centrale. Il est aussi appelé le pont d'Hitler.

## Histoire

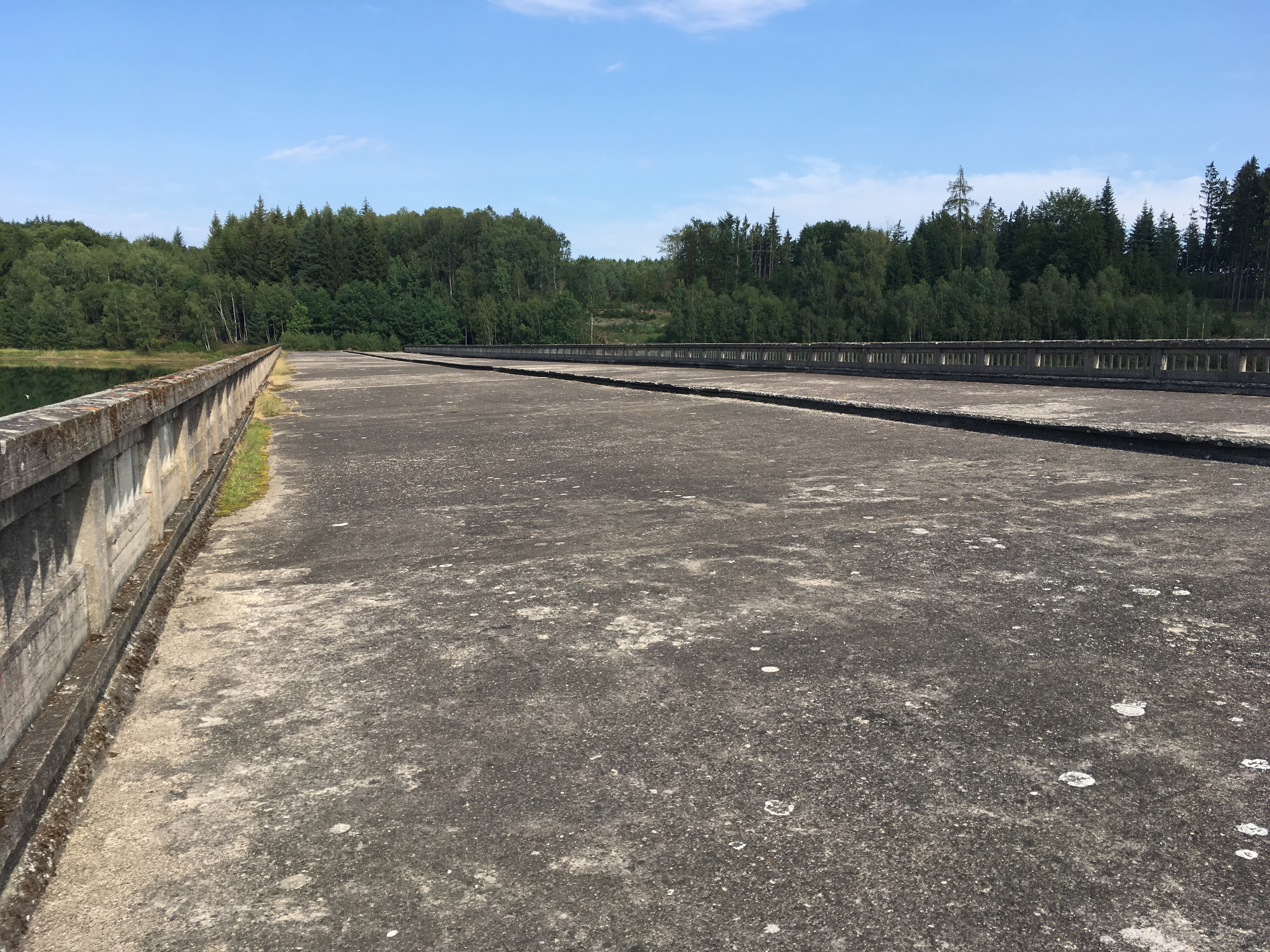
Tablier du pont de Borovsko.

La construction débute en 1939, dans le cadre du projet autoroutier de l'Allemagne nazie. Les travaux sont interrompus en 1942, et reprennent sous le régime communiste. Le projet est finalement abandonné dans les années 1950. Le pont et un autre pont proche, le pont Sedmpanský, et les voies d'accès situées à proximité, restent inachevés. L'édifice est désaffecté et inondé.